# Džon Stjuart Mil
Džon Stjuart Mil (engl. John Stuart Mill; 20. maj 1806 — 7. maj 1873) je bio britanski filozof empirista, socijalni reformator i zagovarač britanskog utilitarizma. Smatra se najuticajnijim filozofom 19. veka u engleskom govornom području, i generalno, jednim od najuspešnijih branilaca liberalnog pogleda na čoveka i društvo. Kao odgovor verovanju da razmišljanja pojedinaca definitivno utiču na društvene i istorijske promene, Mil je pokušao da konstruiše jednu filozofsku poziciju koja bi na pozitivan način mogla pomoći napretku nauke, slobodi pojedinca i dostizanju ljudskog blagostanja. Uspeo je da ponudi jednu alternativu tada dominantnim pogledima na moral i politiku, na jedan specifičan i kompaktan način, uspostavljajući istaknuto liberalnu tendenciju u razmišljanju o društvenim i političkim temama, ali takođe dovoljno tolerantnu i uključivu, da je se može smatrati pristupačnom različitim tipovima publike. Njegov rad na polju logike je otvorio nova vrata u filozofiji, dajući važan impuls njenom izučavanju. Takođe, njegove reformulacije klasičnog britanskog empirizma, kao i Bentamovog utilitarizma, dale su tim filozofskim pozicijama relevantnost i kontinuiranu vitalnost. Autor je knjige Utilitarizam.

## Biografija
Džon Stjuart Mil rođen je u Londonu 1806. godine. Njegov otac, Džejms Mil, započeo je sinovljevo obrazovanje kada je ovaj imao samo 3 godine. Do sedamnaeste godine, Džon je već je bio poznavalac grčke književnosti i filozofije, a bavio se i proučavanjima hemije, logike i političke ekonomije. Izuzev perioda kada je bio poslanik u engleskom Parlamentu, živeo je u Francuskoj sve do smrti, 1873. godine.
Proučavao je i socijalističku doktrinu, pa, iako nije postao socijalista, aktivno je radio na poboljšanju položaja radničke klase. I pored takvog obrazovanja, zadovoljio se statusom "slobodnog intelektualca" i poslom službenika u kolonijalne Istočnoindijske kompanije, gde se zaposlio 1822. godine. Nešto kasnije postaje šef i u kompaniji ostaje sve do penzije, 1858. godine. Bio je član engleskog Parlamenta od 1865. do 1868. godine, kada nije uspeo da bude reizabran, zbog čega se vratio u Francusku. U Parlamentu, važio je za radikala jer se, između ostalog, zalagao za javno vlasništvo nad privatnim resursima, jednakost između polova, obavezno obrazovanje i kontrolu rađanja.

## Filozofija i dela

### Sistem logike
Mil se pridružio raspravi o naučnoj metodi koja je usledila iz objavljivanja knjige Džona Heršela iz 1830. godine, „Preliminarnog diskursa o proučavanju prirodne filozofije“ iz 1830. godine, koji je uključivao induktivno rezonovanje iz poznatog u nepoznato, otkrivanje opštih zakona u određenim činjenicama i empirijska verifikacija tih zakona. Vilijam Hjul je ovo proširio u svojoj Istoriji induktivnih nauka od najranijeg do sadašnjeg vremena, praćene 1840. godine Filozofijom induktivnih nauka, utemeljenih u njihovoj istoriji, predstavljajući indukciju kao um koji nadređuje koncepte na činjenicama. Zakoni su bili samorazumljive istine, koje su mogle biti poznate bez potrebe za empirijskom proverom.
Mil se tome suprotstavio 1843. godine u Sistemu logike (u potpunosti nazvan Sistem logike, raciocinativnog i induktivnog, budući da je povezan pogled na principe dokaza i metode naučnog istraživanja). U „Milovim metodama“ (indukcije), kao i kod Heršela, zakoni su otkriveni posmatranjem i indukcijom i zahtevali su empirijsku verifikaciju.

### Teorija o slobodi
Milova knjiga o slobodi (1859) govori o prirodi i ograničenjima moći koju društvo može legitimno vršiti nad pojedincem. Međutim, Milu je jasno da se njegova briga za slobodu ne odnosi na sve pojedince i sva društva. Izjavljuje da je „Despotizam legitimni način vladavine u ophođenju sa Varvarima“.
Mil navodi da nije zločin naneti sebi štetu sve dok osoba koja to čini ne nanosi štetu drugima. Favorizuje načelo štete: „Jedina svrha zbog koje se s pravom može vršiti vlast nad bilo kojim članom civilizovane zajednice, mimo njegove volje, jeste sprečavanje štete drugima.“  Oni koji su nesposobni za samoupravu su “iz ovog principa, poput male dece ili one koja žive u„ zaostalim društvenim stanjima.“
Iako se ovaj princip čini jasnim, postoji niz komplikacija. Na primer, Mil izričito navodi da „šteta“ može uključivati i dela propusta kao i dela izvršenja. Dakle, neuspeh u spašavanju deteta koji se utapa računa se kao štetna radnja, kao i neplaćanje poreza ili nedolazak u svojstvu svedoka na sud. Svi takvi štetni propusti mogu se regulisati, prema Milu. Suprotno tome, ne računa se kao nanošenje štete nekome ako - bez sile ili prevare - pogođeni pojedinac pristane da preuzme rizik: tako se može dopušteno ponuditi nesigurno zaposlenje drugima, pod uslovom da ne postoji prevara. (Međutim, on prepoznaje jednu granicu za pristanak: društvo ne bi trebalo da dozvoli ljudima da se prodaju u ropstvo.)
Pitanje šta se računa kao radnja i koje radnje, bilo da je reč o propustu ili izvršenju, predstavljaju štetne radnje koje podležu regulativi, i dalje vrše tumači Mila. Nije smatrao da je povređivanje predstavljalo "štetu"; akcija se ne može ograničiti, jer krši konvencije ili moral datog društva.

### Socijalna sloboda i tiranija većine
Mil je verovao da je „borba između slobode i autoriteta najuočljivija karakteristika u delovima istorije.“ Za njega je sloboda u antici bila „takmičenje ... između podanika ili nekih klasa podanika i vlade“.
Mil je socijalnu slobodu definisao kao zaštitu od „tiranije političkih vladara“. Uveo je niz različitih koncepata oblika tiranije koji se mogu nazvati socijalnom tiranijom i tiranijom većine. Socijalna sloboda za Mila je značila postavljanje ograničenja moći vladara kako on ne bi mogao da iskoristi tu moć za unapređenje sopstvenih želja i na taj način donošenje odluka koje mogu štetiti društvu. Drugim rečima, ljudi bi trebalo da imaju pravo da učestvuju u odlukama vlade. Rekao je da je socijalna sloboda "priroda i ograničenja moći koju društvo može legitimno vršiti nad pojedincem." Pokušavalo se na dva načina: prvo, priznavanjem određenih imuniteta (nazvanih političke slobode ili prava); i drugo, uspostavljanjem sistema „ustavnih provera“.

Međutim, po Milovom mišljenju, ograničavanje moći vlade nije bilo dovoljno:
Društvo može i izvršava svoje mandate: i ako izdaje pogrešne mandate umesto ispravnih ili uopšte neke mandate u stvarima sa kojima ne bi trebalo da se meša, ono vrši socijalnu tiraniju strašniju od mnogih vrsta političkog ugnjetavanja, jer, iako se obično ne podupire tako ekstremnim kaznama, ostavlja manje sredstava za beg, prodirući mnogo dublje u detalje života i porobljavajući samu dušu.

### Sloboda
Milovo gledište o slobodi, na koje su uticali Džozef Prisli i Džozaja Voren, jeste da bi pojedinac trebao biti slobodan da radi kako želi osim ako ne nanosi štetu drugima. Pojedinci su dovoljno racionalni da donose odluke o svom blagostanju. Vlada treba da se meša kada je u pitanju zaštita društva. Mil je objasnio:
Jedini cilj za koji je čovečanstvu opravdano, pojedinačno ili kolektivno, mešanje u slobodu delovanja bilo koga, jeste samozaštita. Da je jedina svrha zbog koje se s pravom može vršiti vlast nad bilo kojim članom civilizovane zajednice, protiv njegove volje, jeste sprečavanje štete drugima. Njegovo dobro, bilo fizičko ili moralno, nije dovoljan razlog. Ne može s pravom biti primoran da to učini ili se uzdrži, jer će mu biti bolje da to učini, jer će ga to učiniti sretnijim, jer bi, po mišljenju drugih, to bilo mudro, ili čak ispravno ... Jedini deo ponašanja bilo koga, za koje je podložan društvu, jeste ono što se tiče drugih. U onom delu koji se njega tiče, njegova nezavisnost je, u stvari, apsolutna. Pojedinac je suveren nad sobom, nad sopstvenim telom i umom.

### Sloboda govora
U delu "Sloboda" uključuje strasnu odbranu slobode govora. Mil tvrdi da je slobodni diskurs neophodan uslov za intelektualni i društveni napredak. Nikada ne možemo biti sigurni da prećutano mišljenje ne sadrži neki element istine. Takođe tvrdi da je dopuštanje ljudima da iznesu lažna mišljenja produktivno iz dva razloga. Prvo, veća je verovatnoća da će pojedinci napustiti pogrešna uverenja ako su uključeni u otvorenu razmenu ideja. Drugo, prisiljavanjem drugih pojedinaca da preispitaju i ponovo potvrde svoja uverenja u procesu rasprave, sprečava se da ta uverenja propadnu u puku dogmu. Milu nije dovoljno što čovek jednostavno ima neispitano verovanje koje je slučajno tačno; mora se razumeti zašto je verovanje o kome je reč istinito. U skladu sa istim rečima koje je napisao Mil, „nemerljiva vituperacija, koja se nalazi na strani preovlađujućeg mišljenja, zaista odvraća ljude od izražavanja suprotnih mišljenja i od slušanja onih koji ih izražavaju“.

Kao uticajni zagovornik slobode govora, Mil se usprotivio cenzuri:
Preferiram slučajeve koji su za mene najmanje povoljni - u kojima se argument koji se protivi slobodi mišljenja, kako o istini tako i o korisnosti, smatra najjačim. Osporena mišljenja neka budu verovanje u Boga i u buduću državu, ili bilo koja od uobičajeno primljenih doktrina morala... Ali mora mi se dozvoliti da primetim da to nije osećaj sigurnosti u doktrinu (bilo ono što ona može ) koju nazivam pretpostavkom nepogrešivosti. Obaveza je odlučiti to pitanje za druge, ne dozvoljavajući im da čuju šta se može reći na suprotnoj strani. I osuđujem i opovrgavam ovu pretenziju, ni manje ni više, ako je izneta na stranu mojih najsvečanijih uverenja. Koliko god pozitivno bilo čije ubeđivanje moglo biti, ne samo fakulteta, već i pogubnih posledica, već (da usvojim izraze koje u potpunosti osuđujem) nemoral i bezbožnost mišljenja. - pa ipak, ako u skladu sa tom privatnom presudom, iako potkrepljen javnom presudom njegove zemlje ili savremenika, spreči da se mišljenje čuje u njegovu odbranu, on pretpostavlja nepogrešivost. I dokle god je pretpostavka manje nepoželjna ili manje opasna, jer se mišljenje naziva nemoralnim ili nečistim, ovo je slučaj svih ostalih u kojima je ono najfatalnije.
Mil iznosi prednosti „traženja i otkrivanja istine“ kao načina za dalje znanje. Tvrdio je da čak i ako je mišljenje netačno, istina se može bolje razumeti opovrgavanjem greške. A kako većina mišljenja nije ni potpuno tačna ni potpuno lažna, on ističe da dozvoljavanje slobodnog izražavanja omogućava emitovanje konkurentskih stavova kao način očuvanja delimične istine u različitim mišljenjima. Zabrinut zbog potiskivanja stavova manjina, založio se za slobodu govora na političkoj osnovi, navodeći da je presudna komponenta za predstavničku vladu da mora da osnaži debatu o javnoj politici. Takođe je rečito tvrdio da sloboda izražavanja omogućava lični rast i samoostvarenje. Rekao je da je sloboda govora vitalni način za razvoj talenata i ostvarivanje čovekovog potencijala i kreativnosti. Nekoliko puta je rekao da je ekscentričnost poželjnija od ujednačenosti i stagnacije.

### Princip štete
Uverenje da će sloboda govora unaprediti društvo pretpostavljalo je društvo dovoljno kulturno i institucionalno napredno da bi moglo da se postepeno poboljšava. Ako je neki argument zaista pogrešan ili štetan, javnost će ga oceniti kao pogrešan ili štetan, a onda se ti argumenti ne mogu održati i biće isključeni. Mil je tvrdio da čak ni bilo koji argumenti koji se koriste za opravdanje ubistva ili pobune protiv vlade ne bi trebalo da budu politički suzbijeni ili socijalno progonjeni. Prema njemu, ako je pobuna zaista neophodna, ljudi bi trebalo da se pobune; ako je ubistvo zaista ispravno, to treba dozvoliti. Međutim, način izražavanja tih argumenata treba da bude javni govor ili pisanje, a ne na način koji drugima nanosi stvarnu štetu. Takav je princip štete: „Da je jedina svrha zbog koje se s pravom može vršiti vlast nad bilo kojim članom civilizovane zajednice, mimo njegove volje, je sprečavanje štete drugima“.

Početkom 20. veka, saradnik za pravosuđe Oliver Vendel Holms Jr. izradio je standard „jasne i prisutne opasnosti“ zasnovan na Milovoj ideji. U većinskom mišljenju Holms piše:
Pitanje je u svakom slučaju da li se upotrebljene reči koriste u takvim okolnostima i da li su takve prirode da stvaraju jasnu i prisutnu opasnost da će izazvati suštinska zla koja Kongres ima pravo da spreči.
Holms je predložio da uzvikivanjem "Vatra!" u mračnom pozorištu, koje izaziva paniku i izaziva povrede, bio bi takav slučaj govora koji stvara nezakonitu opasnost. Ali ako situacija dozvoljava ljudima da sami rasuđuju i odluče da to prihvate ili ne, bilo koji argument ili teologija ne bi trebalo blokirati.
U današnje vreme Milov argument je opšte prihvaćen u mnogim demokratskim zemljama i one imaju zakone makar vođene principom štete. Na primer, u američkom zakonu, neki izuzeci ograničavaju slobodu govora, poput nečasnosti, klevete, kršenja mira i „borbenih reči“.

### Kolonijalizam
Mil, koji je bio zaposlen u britanskoj istočnoindijskoj kompaniji od 1823. do 1858. godine, zalagao se za podršku onome što je nazvao "dobroćudnim despotizmom u pogledu kolonija." Mil je tvrdio:
Pretpostaviti da su isti međunarodni običaji i ista pravila međunarodnog morala mogući između jedne i druge civilizovane nacije, te između civilizovanih nacija i varvara, velika je greška... Okarakterisati svako ponašanje prema varvarskom narodu kao kršenje zakona naroda, samo pokazuje da onaj ko tako govori nikada nije razmatrao tu temu.
Mil je opravdao britansku kolonizaciju Indije, ali bio je zabrinut načinom na koji je vođena britanska vladavina Indijom.

### Ropstvo i rasna nejednakost
1850. godine Mil je poslao anonimno pismo (koje je postalo poznato pod naslovom „Pitanje crnaca“), pobijajući anonimno pismo Tomasa Karlajla u Frejzerovom časopisu za grad i državu u kojem je Karlajl zagovarao ropstvo. Mil je podržao ukidanje ropstva u Sjedinjenim Državama, izražavajući protivljenje ropstvu u svom eseju iz 1869. godine, Subjekcija žena:
Ovaj apsolutno ekstremni slučaj zakona sile, koji su osudili oni koji mogu da tolerišu gotovo svaki drugi oblik proizvoljne moći, a koji od svih ostalih predstavlja odlike najodvratnije za osećaj svih koji na njega gledaju sa nepristrasne pozicije, je bio zakon civilizovane i hrišćanske Engleske u sećanju ljudi koji sada žive: i u jednoj polovini anglosaksonske Amerike pre tri ili četiri godine postojalo je ne samo ropstvo, već trgovina robljem i uzgoj robova izričito za to, bila je opšta praksa između ropskih država. Ipak, ne samo da je postojala veća snaga raspoloženja protiv toga, već je, barem u Engleskoj, bilo manje osećanja ili interesa u korist, nego bilo koje druge uobičajene zloupotrebe sile: jer je njen motiv bio ljubav prema dobitku, neizmešana i neskrivena: a oni koji su njome profitirali bili su vrlo mali brojčani deo zemlje, dok je prirodni osećaj svih koji to lično nisu zanimali bilo ublaženo gnušanje.
Mil se opširno dopisivao sa Džonom Epltonom, američkim pravnim reformatorom iz Mejna, na temu rasne jednakosti. Eplton je uticao na Milov rad, posebno podstaknuvši ga na optimalni plan ekonomske i socijalne zaštite za jug Antebellum. U pismu upućenom Epltonu kao odgovor na prethodno pismo, Mil je izrazio svoje mišljenje o integraciji Antebellum-a:
Ne mogu se sa zadovoljstvom veseliti nijednom naselju, nego potpunoj emancipaciji - zemljište koje se daje svakoj crnačkoj porodici bilo odvojeno, bilo u organizovanim zajednicama prema pravilima koja mogu biti privremeno potrebna - učitelj škole počeo je raditi u svakom selu i krenula je plima slobodne imigracije u onim plodnim krajevima iz kojih ga je ropstvo do sada isključivalo. Ako se to uradi, nežni i poslušni karakter koji izgleda da razlikuje crnce sprečiće bilo kakve nestašluke na njihovoj strani, dok će dokazi koje pružaju borbene moći učiniti za godinu dana više od svih ostalih stvari za sto godina, da ih belci poštuju i pristanu da budu politički i socijalno jednaki.

### Povezanost sa feminizmom
Mil je pitanje prava žena smatrao izuzetno važnim, pa se može smatrati jednim od najranijih feminista. U svom radu „Potčinjenost žena“ (1861, objavljeno 1869), Mil pokušava da dokaže da je pravno potčinjavanje žena pogrešno i da mora biti zamenjeno savršenom jednakošću. Govori o položaju žene u braku i zašto je osećao da to treba promeniti. Komentariše tri glavna aspekta života žena koja ih sputavaju: društvo i konstrukcija roda, obrazovanje i brak. Njegova knjiga „Potčinjenost žena“ jedno je od prvih dela na ovu temu koje je napisano od strane muškog autora. Osećao je da je tlačenje žena jedan od retko preostalih relikta iz davnih vremena, skup predrasuda koje ometaju napredak čovečanstva. Njegova žena bila je Harijet Tejlor Mil.

### Utilitarizam
Kanonska izjava o Milovom utilitarizmu može se naći u njegovoj knjizi Utilitarizam. Iako ova filozofija ima dugu tradiciju, na Milovu priču prvenstveno utiču Džeremi Bentam i Milov otac Džejms Mil.
Džon Stjuart Mil je verovao u filozofiju utilitarizma, koju bi opisao kao princip koji drži „da su akcije ispravne u proporciji u kojoj imaju tendenciju da promovišu sreću, a pogrešne kao što imaju tendenciju da proizvode obrnuto od sreće.“ Pod srećom podrazumeva „nameravano zadovoljstvo i odsustvo bola; nesreće. bola i uskraćivanja zadovoljstva“. Jasno je da vrline ne cenimo kao put do sreće i da ih ponekad cenimo samo iz sebičnih razloga. Međutim, Mil tvrdi da nakon razmišljanja, čak i kada vrline cenimo iz sebičnih razloga, u stvari ih negujemo kao deo svoje sreće.
Bentamova čuvena formulacija utilitarizma poznata je kao princip najveće sreće. Smatra da se uvek mora delovati tako da se proizvede najveća ukupna sreća među svim živim bićima, u razumu. Na sličan način, Milov metod određivanja najbolje korisnosti je da moralni agent, kada mu se daje izbor između dve ili više radnji, treba da izabere radnju koja najviše doprinosi (maksimizira) ukupnoj sreći na svetu. Sreća se u ovom kontekstu shvata kao stvaranje zadovoljstva ili uskraćivanja bola. S obzirom na to da određivanje radnje koja proizvodi najviše korisnosti nije uvek tako jasno rečeno, Mil sugeriše da bi se utilitarni moralni agent, pokušavajući da rangira korisnost različitih radnji, trebao pozivati na opšte iskustvo ljudi. Odnosno, ako ljudi obično dožive više sreće nakon akcije X nego akcije Y, utilitarista bi trebalo da zaključi da akcija X daje više koristi od akcije Y, pa je stoga poželjna.
Utilitarizam je konsekvencijalistička etička teorija, što znači da smatra da su postupci opravdani ukoliko proizvedu poželjni ishod. Sveobuhvatni cilj utilitarizma - idealna posledica - je postizanje „najvećeg dobra za najveći broj kao krajnji rezultat čovekove akcije“. Utilitarizam, Mil navodi, „sreća je jedini kraj čovekovog delovanja“. Ova izjava izazvala je neke kontroverze, zbog čega je Mil učinio korak dalje, objašnjavajući kako sama priroda ljudi koji žele sreću i koji „smatraju da je razumno pod slobodnim razmatranjem“ zahteva da je sreća zaista poželjna. Drugim rečima, slobodna volja navodi svakoga da preduzme radnje sklone sopstvenoj sreći, osim ako se ne obrazloži da će to poboljšati sreću drugih, u kom slučaju se još uvek postiže najveća korisnost. Utoliko je utilitarizam koji Mil opisuje zadati način života za koji veruje da je ono što bi ljudi koji nisu proučavali određeno suprotstavljeno polje etike prirodno i podsvesno koristili kada su suočeni sa odlukom.
Neki od njegovih aktivista smatraju da je utilitarizam razvijenija i sveobuhvatnija etička teorija verovanja Imanuela Kanta u dobru volju, a ne samo neki podrazumevani ljudski kognitivni proces. Tamo gde bi Kant tvrdio da razum može pravilno koristiti samo dobra volja, Mil bi rekao da bi jedini način za univerzalno stvaranje poštenih zakona i sistema bio povratak ka posledicama, pri čemu Kantove etičke teorije postaju zasnovane na krajnjem dobru - korisnosti. Po ovoj logici jedini valjani način da se razazna šta je pravi razlog bilo bi sagledavanje posledica bilo koje akcije i odmeravanje dobrih i loših, čak i ako na površini etička obrazloženja ukazuju na drugačiji tok misli.

### Viša i niža zadovoljstva
Milov glavni doprinos utilitarizmu je njegov argument za kvalitativno razdvajanje zadovoljstava. Bentam tretira sve oblike sreće kao jednake, dok Mil tvrdi da su intelektualna i moralna zadovoljstva (viša zadovoljstva) superiornija od fizičkih oblika zadovoljstva (niža zadovoljstva). On pravi razliku između sreće i zadovoljstva, tvrdeći da prvo ima veću vrednost od drugog, uverenje duhovito obuhvaćeno izjavom da je „bolje biti nezadovoljno ljudsko biće nego zadovoljna svinja; bolje biti nezadovoljan Sokrat, nego zadovoljna budala. A ako su budala ili svinja drugačijeg mišljenja, to je zato što oni znaju samo svoju stranu pitanja.“

To je učinilo Mil da veruje da je „naš jedini krajnji kraj sreća.“ Jedinstveni deo njegovog utilitarističkog pogleda, koji se kod drugih ne vidi, jeste ideja viših i nižih zadovoljstava. Mil objašnjava različite užitke kao:
Ako me pitaju, šta podrazumevam pod razlikom u kvalitetu užitaka ili šta jedno zadovoljstvo čini vrednijim od drugog, samo kao zadovoljstvo, osim što je veće u količini, postoji samo jedan mogući odgovor. Od dva zadovoljstva, ako postoji jedno kojem svi ili gotovo svi koji imaju iskustvo i jednog i drugog daju određenu prednost […], to je poželjnije zadovoljstvo.
Viša zadovoljstva definiše kao mentalna, moralna i estetska, a niža kao senzacionalnija. Smatrao je da viša zadovoljstva treba smatrati poželjnijim od nižih, jer imaju veći kvalitet u vrlini. Smatra da su uživanja stečena u aktivnostima višeg kvaliteta od onih pasivno stečenih.
Mil definiše razliku između višeg i nižeg oblika zadovoljstva principom da oni koji su iskusili oboje više vole jedno od drugog. Ovo je, možda, u direktnoj suprotnosti sa Bentamovom izjavom da je „količina zadovoljstva jednaka, taster je dobar kao i poezija“, da, ako jednostavna dečja igra poput poskoka većem broju ljudi izazove više zadovoljstva nego noć u operskoj kući je više na društvu da posveti više sredstava za propagiranje poskoka nego vođenje operskih kuća. Milov argument je da "jednostavna zadovoljstva" uglavnom preferiraju ljudi koji nemaju iskustva sa visokom umetnošću, pa stoga nisu u odgovarajućem položaju da presuđuju. Takođe tvrdi da ljudi koji su, na primer, plemeniti ili se bave filozofijom, više koriste društvu od onih koji se iz zadovoljstva bave individualističkim praksama, što su niži oblici sreće. Nije bitna najveća sreća samog agenta „već najveća količina sreće uopšte“.

### Poglavlja
Mil je svoje objašnjenje utilitarizma razdvojio u pet različitih odeljaka:
- Opšte napomene;
- Šta je Utilitarizam;
- Krajnje sankcije principa korisnosti;
- Čime se podvrgava princip korisnosti;
- i o vezi između pravde i korisnosti.

U delu "Opšte primedbe" svog eseja govori o tome kako nije postignut napredak kada je reč o prosuđivanju šta je ispravno, a šta pogrešno u moralu i da li postoji nešto poput moralnog instinkta (za koji tvrdi da možda ne postoji). Međutim, slaže se da nas uopšte „Naš moralni stav, prema svim tumačima koji imaju pravo na ime mislilaca, snabdeva samo opštim principima moralnih sudova.“
U delu "Šta je utilitarizam", on se više ne fokusira na pozadinske informacije već na sami utilitarizam. Utilitarizam citira kao „načelo najveće sreće“, definišući ovu teoriju rekavši da su zadovoljstvo i nikakav bol jedine suštinski dobre stvari na svetu i proširuje se na to govoreći da su „akcije ispravne u proporciji jer teže promociji sreće, pogrešno jer imaju tendenciju da proizvode obrnuto od sreće. Pod srećom se podrazumeva zadovoljstvo i odsustvo bola; zbog nesreće, bola i uskraćivanja zadovoljstva." On to ne doživljava kao animalistički koncept, jer vidi traženje zadovoljstva kao način korišćenja naših viših sposobnosti. U ovom poglavlju takođe kaže da se princip sreće ne zasniva isključivo na pojedincu, već uglavnom na zajednici.
Mil takođe brani ideju „jake utilitarne savesti (tj. snažnog osećaja obaveze prema opštoj sreći)“. Tvrdio je da ljudi imaju želju da budu srećni i da ta želja uzrokuje da želimo da budemo u jedinstvu sa drugim ljudima. To nas dovodi do brige o sreći drugih, kao i o sreći potpuno nepoznatih ljudi. Ali ova želja takođe uzrokuje da osećamo bol kada opažamo štetu drugima. Veruje u unutrašnje sankcije zbog kojih doživljavamo krivicu i prilagođavamo svoje postupke. Te interne sankcije čine da želimo činiti dobro. jer ne želimo da se osećamo krivima za svoje postupke. Sreća je naš krajnji cilj, jer je to naša dužnost. Tvrdi da nas ne treba stalno motivisati zabrinutošću za sreću ljudi, jer se većina postupaka koje ljudi čine iz dobre namere, a dobro sveta čini dobro ljudi.
U Milovom četvrtom poglavlju, "O kakvoj vrsti dokaza je prihvatljiv princip korisnosti", on govori na koje dokaze korisnosti utiče. Ovo poglavlje započinje rekavši da sve njegove tvrdnje ne mogu biti potkrepljene obrazloženjem. Tvrdi da je jedini dokaz da nešto donosi jedno zadovoljstvo ako neko to smatra prijatnim. Dalje, govori o tome kako je moral osnovni način postizanja sreće. U ovom poglavlju takođe govori o tome da je utilitarizam koristan za vrlinu. Kaže da „ono održava ne samo da vrlinu treba želeti, već i nezainteresovano, za sebe.“ U svom poslednjem poglavlju razmatra vezu između utilitarizma i pravde. Razmatra pitanje da li je pravda nešto što se razlikuje od korisnosti ili ne. Ovo pitanje obrazlaže na nekoliko različitih načina i na kraju dolazi do zaključka da je u nekim slučajevima pravda od suštinske važnosti za korisnost, ali u drugima je socijalna dužnost daleko važnija od pravde. Mil smatra da „pravda mora ustupiti mesto nekom drugom moralnom principu, ali da ono što je samo u uobičajenim slučajevima, zbog tog drugog principa, nije samo u konkretnom slučaju."
Kvalitativni prikaz sreće za koji se Mil zalaže, osvetljava njegov prikaz iznet u "O slobodi". Kao što sugeriše u tom tekstu, korisnost treba shvatiti u odnosu na čovečanstvo „kao progresivno biće“, što uključuje razvoj i vežbanje racionalnih kapaciteta dok težimo postizanju „višeg načina postojanja“. Odbijanje cenzure i paternalizma ima za cilj da obezbedi neophodne društvene uslove za postizanje znanja i najveću sposobnost najvećeg broja da razvije i ostvari svoje promišljene i racionalne kapacitete.
Mil redefiniše definiciju sreće kao „krajnji cilj, zbog kojeg su sve druge stvari poželjne (bilo da smatramo svojim ili dobrom drugih ljudi) postojanje što je moguće slobodnije od bola i što je moguće bogatije u uživanjima." Čvrsto je verovao da se moralna pravila i obaveze mogu pozivati na promociju sreće, koja se povezuje sa plemenitim karakterom. Iako Mil nije za standardni akt ili utilitarističku vladavinu, on je minimalizujući utilitarista, koji „potvrđuje da bi bilo poželjno maksimizirati sreću za najveći broj, ali ne i da se to od nas moralno ne zahteva“.

### Postizanje sreće
Mil je verovao da je za većinu ljudi (onih sa umerenim stepenom osećajnosti i sposobnosti za uživanje) sreću najbolje postići prolaznom, umesto da joj se teži direktno. To je značilo nikakvu samosvest, nadzor, samoispitivanje, zadržavanje, razmišljanje, zamišljanje ili preispitivanje nečije sreće. Tada bi se, ako se na sreću obilazi, „udisala sreća vazduhom koji udišete“.

### Ekonomska filozofija
Milova rana ekonomska filozofija bila je jedno od slobodnih tržišta. Međutim, prihvatio je intervencije u privredi, poput poreza na alkohol, ako je postojala dovoljna utilitarna osnova. Takođe je prihvatio princip zakonodavne intervencije u svrhu dobrobiti životinja. Prvobitno je verovao da „jednakost oporezivanja“ znači „jednakost žrtvovanja“ i da progresivno oporezivanje kažnjava one koji se više trude i više štede, te je stoga „blagi oblik pljačke“.
S obzirom na jednaku poresku stopu bez obzira na prihod, Mil se složio da nasleđe treba oporezivati. Utilitarno društvo bi se složilo da svi treba da budu jednaki na ovaj ili onaj način. Prema tome, primanje nasledstva stavilo bi ga ispred društva ukoliko se porez ne nasledi. Oni koji doniraju treba da razmotre i pažljivo odaberu kuda ide njihov novac - neke dobrotvorne organizacije su zaslužnije od drugih. Uzimajući u obzir javne dobrotvorne odbore poput vlade, novac će podjednako isplaćivati. Međutim, privatni dobrotvorni odbor poput crkve isplatio bi novac pošteno onima koji su potrebniji od drugih.
Kasnije je promenio svoje stavove prema više socijalističkoj naklonosti, dodavši poglavlja svojim "Principima političke ekonomije" u odbranu socijalističkog pogleda i odbrani nekih socijalističkih razloga. U okviru ovog revidiranog rada, on je takođe dao radikalni predlog da se ceo sistem plata ukine u korist zadružnog sistema zarada. Pa ipak, neki od njegovih stavova o ideji ravnog oporezivanja ostali su, premda izmenjeni u trećem izdanju "Principa političke ekonomije" da odražavaju zabrinutost za razlikovanje ograničenja na „nezaslužene“ prihode, kojima je on favorizovao, i one na „ ostvario „prihode, koje nije favorizovao.
Milovi principi, prvi put objavljeni 1848. godine, bili su jedna od najčitanijih knjiga o ekonomiji u tom periodu. Kao što je "Bogatstvo nacija" Adama Smita bilo tokom ranijeg perioda, "Principi" su dominirali u nastavi ekonomije. U slučaju Univerziteta Oksford to je bio standardni tekst do 1919. godine, kada su ga zamenili Maršalovi principi ekonomije.

#### Ekonomska demokratija
Milova glavna zamerka socijalizmu bila je usredsređena na ono što je video kako uništava konkurenciju. Napisao je, „Potpuno se ne slažem sa najuočljivijim i najžešćim delom njihovog učenja - njihovim izjavama protiv konkurencije“. Bio je egalitarac, ali je više zagovarao jednake mogućnosti i s tim u vezi meritokratiju stavljao iznad svih drugih ideala. Prema Milu, socijalističko društvo moglo bi se postići samo pružanjem osnovnog obrazovanja za sve, promovisanjem ekonomske demokratije umesto kapitalizma, na način da kapitalistička preduzeća zamenjuju radničkim zadrugama. On kaže:
Međutim, oblik udruživanja, za koji se, ako se čovečanstvo nastavi poboljšavati, na kraju mora očekivati da će prevladati, nije onaj koji može postojati između kapitalista kao šefa i radnika bez glasa u upravi, već udruženje sami radnici pod uslovima jednakosti, kolektivno posedujući kapital sa kojim posluju i radeći pod rukovodstvom izabranih i uklonjivih od strane njih samih.

#### Politička demokratija
Milovo glavno delo na političkoj demokratiji, "Razmatranja o reprezentativnoj vladi", brani dva osnovna principa: široko učešće građana i prosvećena kompetencija vladara. Dve vrednosti su očigledno u napetosti, a neki čitaoci su zaključili da je on elitistički demokrata, dok ga drugi smatraju ranijim participativnim demokratom. U jednom delu čini se da brani pluralno glasanje, u kome se kompetentnijim građanima daju dodatni glasovi (stav koji je kasnije odbacio). Međutim, u drugom poglavlju on argumentovano zagovara vrednost učešća svih građana. Verovao je da bi se nesposobnost masa na kraju mogla prevazići ako bi im se pružila prilika da učestvuju u politici, posebno na lokalnom nivou.
Mil je jedan od retkih političkih filozofa koji je ikada služio u vladi kao izabrani zvaničnik. Tokom svoje tri godine u parlamentu, bio je spremniji na kompromis nego što bi to "radikalni" principi izraženi u njegovom pisanju mogli navesti da se očekuje.
Mil je bio glavni zagovornik širenja i korišćenja javnog obrazovanja za radničku klasu. Uvideo je vrednost pojedinačne osobe i verovao je da „čovek ima urođenu sposobnost da sam vodi svoju sudbinu, ali samo ako se njegovi sposobnosti razvijaju i ispunjavaju“, što se može postići obrazovanjem. Smatrao je obrazovanje putem za poboljšanje ljudske prirode, što je za njega značilo „da podstiče, između ostalih karakteristika, raznolikosti i originalnosti, energiju karaktera, inicijativu, autonomiju, intelektualnu kultivaciju, estetski senzibilitet, nesamorezne interese, obazrivost, odgovornost i samokontrolu." Obrazovanje je omogućilo ljudima da se razviju u potpuno informisane građane koji su imali alate za poboljšanje svog stanja i donošenje potpuno informisanih izbornih odluka. Moć obrazovanja ležala je u njegovoj sposobnosti da posluži kao veliki izjednačivač klasa, omogućavajući radničkoj klasi sposobnost da kontroliše svoju sudbinu i takmiči se sa višim klasama. Mil je prepoznao najvažniji značaj javnog obrazovanja u izbegavanju tiranije većine, osiguravajući da su svi glasači i politički učesnici u potpunosti razvijeni pojedinci. Smatrao je da bi kroz obrazovanje, pojedinac mogao postati punopravni učesnik u predstavničkoj demokratiji.

### Okolina
Mil je demonstrirao rani uvid u vrednost prirodnog sveta - naročito u IV knjizi, poglavlje VI Principa političke ekonomije: „Stacionarne države“, u kojoj je Mil prepoznao bogatstvo izvan materijalnog i argumentovao da je logičan zaključak neograničenog rasta uništavanja životne sredine i smanjeni kvalitet života. Zaključuje da bi stacionarna država mogla biti poželjnija od neprekidnog ekonomskog rasta:

Stoga ne mogu da gledam na stacionarna stanja kapitala i bogatstva sa netaknutom averzijom koju su prema njemu generalno ispoljavali politički ekonomisti stare škole. Ako zemlja mora da izgubi onaj veliki deo svoje prijatnosti koji duguje stvarima koje bi neograničeno povećanje bogatstva i stanovništva iz nje istrebio, samo u svrhu omogućavanja da podrži veće, ali ne i bolje ili srećnije stanovništvo, iskreno se nadam, zbog potomstva, da će biti zadovoljni stacionarnim stanjem, mnogo pre nego što ih nužnost na to natera.

### Stopa profita
Prema Milu, krajnja tendencija u ekonomiji je da stopa profita opada usled smanjenja prinosa u poljoprivredi i povećanja broja stanovnika maltuzijskom stopom.

## Citati
- "Čovek može naneti zlo drugima ne samo svojom aktivnošću nego i neaktivnošću i u oba slučaja je odgovoran."
- „Lošim ljudima nije potrebno ništa više da bi ih savladali, nego da dobri ljudi treba da gledaju i ne rade ništa.“[56]
- „Osoba može drugima naneti zlo ne samo svojim postupcima, već i svojim nečinjenjem, i u oba slučaja im s pravom odgovara za povredu“[57]
- „Ko zna samo svoju stranu slučaja, malo toga zna. Njegovi razlozi mogu biti dobri i možda ih niko nije mogao opovrgnuti. Ali ako je podjednako nesposoban da opovrgne razloge na suprotnoj strani, ako ne zna koliko su oni, on nema osnova da preferira bilo koje mišljenje... Niti je dovoljno da treba da čuje mišljenja protivnika od njegovih vlastitih nastavnika, predstavljen onako kako ih navode i praćen onim što nude kao opovrgavanje. Mora da ih čuje od osoba koje im zaista veruju ... mora ih znati u njihovom najverovatnijem i najuverljivijem obliku.“[57]
- „Naučio sam da svoju sreću tražim ograničavajući svoje želje, umesto pokušavajući da ih udovoljim.“
- „Nesporno je da biće čiji su kapaciteti za uživanje mali, ima najveće šanse da ih u potpunosti zadovolji; a visoko obdareno biće uvek će osećati da je svaka sreća koju može tražiti, kako je konstituisan svet, nesavršena. Ali on može naučiti da podnosi njegove nesavršenosti, ako su uopšte podnošljive; i neće ga naterati da zavidi biću koje zaista nije svesno nesavršenosti, već samo zato što uopšte ne oseća dobro koje te nesavršenosti kvalifikuju.
- Bolje je biti nezadovoljno ljudsko biće nego svinja; bolje biti Sokrat nezadovoljan nego budala zadovoljna. A ako je budala ili svinja drugačijeg mišljenja, to je samo zato što znaju samo svoju stranu pitanja.“
- „Rat je ružna stvar, ali ne i najružnija stvar: raspadnuto i degradirano stanje moralnog i patriotskog osećanja koje misli da ništa ne vredi rata mnogo je gore. Kad se narod koristi kao puki ljudski instrument za gađanje topova ili probijanje bajoneta, u službi i u sebične svrhe gospodara, takav rat degradira narod. Rat za zaštitu drugih ljudskih bića od tiranske nepravde; rat za pobedu nad njihovim vlastitim idejama o dobrom i dobrom, a to je njihov vlastiti rat, koji se vodi u poštenu svrhu njihovim slobodnim izborom, - često je sredstvo njihove regeneracije. Čovek koji nema ništa za šta je spreman da se bori, ništa do čega mu je više stalo nego lična sigurnosti, jadno je stvorenje koje nema šanse da bude slobodno, osim ako to ne naprave i ne zadrže napori boljih ljudi nego on sam. Sve dok pravda i nepravda nisu prekinule svoju neprestanu borbu za prevlast u poslovima čovečanstva, ljudi moraju biti spremni, kad je to potrebno, da vode bitku za jedno protiv drugog.“
- „Nisam mislio da su konzervativci uglavnom glupi; Mislio sam da su glupe osobe uglavnom konzervativne."
- „U ovo doba puki primer neusklađenosti, samo odbijanje savijanja kolena po meri, sama je usluga. Upravo zato što je tiranija mišljenja takva da ekscentričnost predstavlja prekor, poželjno je, da bi se ta tiranija probila, ljudi trebali biti ekscentrični. Ekscentričnost je uvek bila na pretek kada i gde je snaga karaktera narasla; a količina ekscentričnosti u društvu uglavnom je bila proporcionalna količini genija, mentalne snage i moralne hrabrosti koju je ono sadržavalo. To što se tako malo ljudi sada usuđuje biti ekscentrično, predstavlja glavnu opasnost vremena.“
- „Glupost je gotovo ista po celom svetu. Pojmovi i osećanja glupe osobe mogu se pouzdano zaključiti od onih koji prevladavaju u krugu kojim je osoba okružena. To nije slučaj sa onima čija su mišljenja i osećanja ishodište njihove sopstvene prirode i sposobnosti.“
- „Hrišćanski moral (takozvani) ima sve karaktere reakcije; to je velikim delom protest protiv paganizma. Njegov ideal je pre negativan nego pozitivan; pre pasivna nego akcija; nevinost nego plemenitost; Uzdržavanje od zla, a ne energična potraga za dobrom: u njegovim propisima (kao što je već dobro rečeno) „nećeš“ preovlađuje preterano nad „moraš“.
- „Čak i despotizam ne proizvodi svoje najgore efekte, sve dok pod njim postoji individualnost; i šta god slama individualnost, to je despotija, bez obzira kako se ona mogla nazvati i da li se izjašnjava da izvršava volju Božiju ili zabrane ljudi.“
- „Država koja patulji svoje ljude, kako bi mogli biti poslušniji instrumenti u njenim rukama čak i u korisne svrhe - otkriće da se sa malim ljudima zaista ne može postići ništa veliko.“
- „Niko ne može biti veliki mislilac ako ne prepoznaje da mu je kao misliocu prva dužnost da sledi svoj intelekt do bilo kakvih zaključaka koje on može dovesti“.
- „Genijalne osobe su, istina, i uvek će verovatno biti manjina; ali da bi ih imali potrebno je sačuvati tlo u kojem rastu.“
- „Istina se stiče čak i greškama onoga ko uz dužno proučavanje i pripremu misli svojom glavom, nego istinitim mišljenjima onih koji ih drže samo zato što ne trpe da misle ...“
- „Smatram bilo koga da se pretvara da odlučuje šta žene jesu ili nisu, mogu ili ne mogu biti prirodnim ustrojem. Dosad su ih, što se tiče spontanog razvoja, uvek držali u toliko neprirodnom stanju da njihova priroda nije mogla da bude u velikoj meri iskrivljena i prikrivena; i niko ne može sa sigurnošću da izjavi da, ako je ženskoj prirodi prepušteno da bira svoj pravac jednako slobodno kao i muškarac, i ako joj se ne pokušava dati nikakav veštački naklon, osim onog koji zahtevaju uslovi ljudskog društva i koji se daje oba pola, postojala bi bilo kakva materijalna razlika ili možda bilo kakva razlika u karakteru i kapacitetima koji bi se sami razvili.“[58]

## Bibliografija
- A System of Logic. University Press of the Pacific. 2002. ISBN 978-1-4102-0252-9., Honolulu.
- John Stuart Mill на сајту Пројекат Гутенберг (језик: енглески)
- Džon Stjuart Mil на сајту Internet Archive (језик: енглески)
- Džon Stjuart Mil на сајту LibriVox (језик: енглески)
- The Online Books Page lists works on various sites
- „Works”. Архивирано из оригинала 24. 10. 2011. г., readable and downloadable
- „Primary and secondary works”. Архивирано из оригинала 15. 05. 2012. г.
- More easily readable versions of On Liberty, Utilitarianism, Three Essays on Religion, The Subjection of Women, A System of Logic, and Autobiography
- „Of the Composition of Causes”. 1859. Архивирано из оригинала 06. 10. 2011. г., Chapter VI of System of Logic
- „John Stuart Mill's diary of a walking tour at Mount Holyoke College”. Архивирано из оригинала 03. 12. 2013. г.
- Macleod, Christopher. „John Stuart Mill”.  Ур.: Zalta, Edward N. Stanford Encyclopedia of Philosophy.
- John Stuart Mill in the Internet Encyclopedia of Philosophy
- Bendle, Mervyn F. (decembar 2009). „On liberty: Isaiah Berlin, John Stuart Mill and the ends of life”. Quadrant. 53 (12): 36—43. Приступљено 8. 8. 2011.

## Literatura
- „John Stuart Mill (Obituary Notice, Tuesday, November 4, 1873)”. Eminent Persons: Biographies reprinted from The Times. I (1870–1875). Macmillan & Co. 1892. стр. 195—224. hdl:2027/uc2.ark:/13960/t6n011x45?urlappend=%3Bseq=206. Приступљено 28. 2. 2019 — преко HathiTrust.
- Audi, Robert (1999) [1995]. The Cambridge Dictionary of Philosophy. Cambridge University Pres. ISBN 978-84-460-0956-6.
- Bell, Duncan (фебруар 2010). „John Stuart Mill on Colonies,”. Political Theory. 38: 34—64..
- Brink, David O. (1992). „Mill's Deliberative Utilitarianism”. Philosophy and Public Affairs. 21: 67—103.
- Clifford G. Christians and John C. Merrill, ур. (2009). Ethical Communication: Five Moral Stances in Human Dialogue. Columbia, MO: University of Missouri Press.
- Fitzpatrick, J. R. (2006). John Stuart Mill's Political Philosophy. Continuum Studies in British Philosophy. Bloomsbury Publishing. ISBN 978-1847143440.
- George, Roger Z.; Kline, Robert D. (2006). Intelligence and the national security strategist: enduring issues and challenges. Rowman & Littlefield. ISBN 978-0742540385.
- Adam Gopnik, "Right Again, The passions of John Stuart Mill," The New Yorker, 6 October 2008.
- Harrington, Jack (2010). Sir John Malcolm and the Creation of British India, Ch. 5. New York: Palgrave Macmillan. ISBN 978-0230108851.
- Sterling Harwood, "Eleven Objections to Utilitarianism," in Louis P. Pojman, ed., Moral Philosophy: A Reader . Indianapolis, IN: Hackett Publishing Co. 1998. Недостаје или је празан параметар |title= (помоћ), and in Sterling Harwood, ed., Business as Ethical and Business as Usual . Belmont, CA: Wadsworth Publishing Co. 1996. Недостаје или је празан параметар |title= (помоћ), Chapter 7, and in  Архивирано на веб-сајту  (18. фебруар 2021) www.sterlingharwood.com.
- Hollander, Samuel (1985). The Economics of John Stuart Mill. University of Toronto Press.
- Kolmar, Wendy; Bartowski, Frances (2005). Feminist Theory (2nd изд.). New York: Mc Graw Hill. ISBN 9780072826722.
- Letwin, Shirley (1965). The Pursuit of Certainty. Cambridge University Press. ISBN 978-0865971943.
- Michael St. John Packe, The Life of John Stuart Mill, Macmillan (1952).
- Pateman, Carole (1970). Participation and Democratic Theory. Cambridge University Press. ISBN 978-0521290043.
- Reeves, Richard (2008). John Stuart Mill: Victorian Firebrand. Atlantic Books. ISBN 978-1843546443., paperback.
- Robinson, Dave; Groves, Judy (2003). Introducing Political Philosophy. Icon Books. ISBN 978-1-84046-450-4..
- Rosen, Frederick (2003). Classical Utilitarianism from Hume to Mill. ISBN 978-0-415-22094-1. (Routledge Studies in Ethics & Moral Theory).
- Spiegel, H. W. (1991). The Growth of Economic Thought. Economic history. Duke University Press. ISBN 978-0822309734.
- Strasser, Mark Philip (1991). The Moral Philosophy of John Stuart Mill: Toward Modifications of Contemporary Utilitarianism. Wakefield, New Hampshire: Longwood Academic. ISBN 978-0893416812.
- Chin Liew Ten (1980). Mill on Liberty. Oxford: Clarendon Press., full-text online at „Contents”. Архивирано из оригинала 05. 06. 2007. г. Victorianweb.org (National University of Singapore)
- Thompson, Dennis (1976). John Stuart Mill and Representative Government. Princeton University Press. ISBN 978-0691021874.
- Dennis Thompson (2007). „Mill in Parliament: When Should a Philosopher Compromise?”. J. S. Mill's Political Thought. Cambridge University Press. ISBN 978-0521677561., eds. N. Urbinati and A. Zakaras.
- Brink, David, "Mill's Moral and Political Philosophy", The Stanford Encyclopedia of Philosophy (Winter 2016 Edition), Edward N. Zalta (ed.)
- Stuart Mill, Collected Works of John Stuart Mill, ed. J. M. Robson (Toronto: University of Toronto Press, London: Routledge and Kegan Paul, 1963–1991), 33 vols. 3/14/2017.
- Alican, Necip Fikri (1994). Mill's Principle of Utility: A Defense of John Stuart Mill's Notorious Proof. Amsterdam and Atlanta: Editions Rodopi B. V. ISBN 978-9051837483.
- Bayles, M. D. (1968). Contemporary Utilitarianism. Anchor Books, Doubleday.
- Bentham, Jeremy (2009). An Introduction to the Principles of Morals and Legislation (Dover Philosophical Classics). Dover Publications Inc. ISBN 978-0486454528.
- Walker, Francis Amasa (1876). The Wages Question: A Treatise on Wages and the Wages Class. Henry Holt.
- Brandt, Richard B. (1979). A Theory of the Good and the Right. Clarendon Press. ISBN 978-0198245506.
- Lee, Sidney, ур. (1894). „Mill, John Stuart”. Речник националне биографије. 37. London: Smith, Elder & Co.
- López, Rosario (2016). Contexts of John Stuart Mill's Liberalism: Politics and the Science of Society in Victorian Britain. Baden-Baden, Nomos. ISBN 978-3848736959.
- Lyons, David (1965). Forms and Limits of Utilitarianism. Oxford University Press (UK). ISBN 978-0198241973.
- Mill, John Stuart (2011). A System of Logic, Ratiocinative and Inductive (Classic Reprint). Forgotten Books. ISBN 978-1440090820.
- Mill, John Stuart (1981). „Autobiography”.  Ур.: Robson, John. Collected Works, volume XXXI. University of Toronto Press. ISBN 978-0710007186.
- Moore, G. E. (1903). Principia Ethica. Prometheus Books UK. ISBN 978-0879754983.
- Rosen, Frederick (2003). Classical Utilitarianism from Hume to Mill. Routledge.
- Scheffler, Samuel (avgust 1994). The Rejection of Consequentialism: A Philosophical Investigation of the Considerations Underlying Rival Moral Conceptions, Second Edition. Clarendon Press. ISBN 978-0198235118.
- Smart, J. J. C.; Williams, Bernard (januar 1973). Utilitarianism: For and Against. Cambridge University Press. ISBN 978-0521098229.
- Francisco Vergara, « Bentham and Mill on the “Quality” of Pleasures». (2011). Revue d'études benthamiennes. Paris.
- Francisco Vergara, « A Critique of Elie Halévy; refutation of an important distortion of British moral philosophy », Philosophy, Journal of The Royal Institute of Philosophy, London, 1998.

## Spoljašnje veze
- Catalogue of Mill's correspondence and papers held at the „Archives Division”. Архивирано из оригинала 18. 06. 2007. г. of the London School of Economics. View the Archives Catalogue of the contents of this important holding, which also includes letters of James Mill and Helen Taylor.
- John Stuart Mill's library Архивирано на веб-сајту  (24. јул 2016), Somerville College Library in Oxford holds ≈ 1700 volumes owned by John Stuart Mill and his father James Mill, many containing their marginalia
- Džon Stjuart Mil на веб-сајту  (језик: енглески)
- Mill, BBC Radio 4 discussion with A. C. Grayling, Janet Radcliffe Richards & Alan Ryan (In Our Time, May 18, 2006)
- Džon Stjuart Mil на сајту NPG (језик: енглески)
- „John Stuart Mill”. Архивирано из оригинала 17. 04. 2019. г. on Google Scholar